# Wanlip
 (octobre 2023).
Wanlip est une paroisse civile et un village du Leicestershire, en Angleterre.